# Demir Imeri
Demir Imeri (in macedone Демир Имери?; Kičevo, 27 ottobre 1995) è un calciatore macedone, attaccante dello Shkupi.

## Carriera

### Club
Il 1º luglio 2017 viene acquistato a titolo definitivo dalla squadra albanese del Kamza.

### Nazionale
Ha giocato nelle nazionali giovanili macedoni Under-17, Under-18 ed Under-19.
Debutta con la nazionale macedone Under-21 il 13 agosto 2014 nella partita valida per le qualificazioni all'Europeo 2015, persa per 0 a 3 contro l'Israele Under-21.

## Palmarès

### Club

#### Competizioni nazionali
- Coppa d'Albania: 1

Vllaznia: 2020-2021